# Guiaro
Pour les articles homonymes, voir Guiaro (homonymie).
Guiaro, également orthographié Gniaro, est une commune et le chef-lieu du département de Guiaro dans la province du Nahouri de la région du Centre-Sud au Burkina Faso.

## Géographie
Guiaro est situé à 80 km au Sud de Ouagadougou.
La commune est principalement habitée par des personnes de l'ethnie Gourounsi (caractérisée en particulier par le nom de famille Idogo).[réf. nécessaire]

## Santé et éducation
Guiaro accueille un centre de santé et de promotion sociale (CSPS).